# Amblyseius isuki
Amblyseius isuki är en spindeldjursart som beskrevs av Chant och Hansel 1971. Amblyseius isuki ingår i släktet Amblyseius och familjen Phytoseiidae. Inga underarter finns listade i Catalogue of Life.